# Cosmosoma angustimargo
Cosmosoma angustimargo är en fjärilsart som beskrevs av William Schaus 1911. Cosmosoma angustimargo ingår i släktet Cosmosoma och familjen björnspinnare. Inga underarter finns listade i Catalogue of Life.